# 澄翰兩等小學堂
澄翰兩等小學堂，1909年成立。由1904年劉寶珊、周佑曾、楊承本於江陰成立的翰墨林兩等小學堂，與夏挺齋、謝幼陶、王希玉等10人，於1905年成立的澄中二等小學堂合併而成。
1949年，中华人民共和国建立後被收歸公有。1962年被更名為澄江鎮中心小學。1968年，被更名為人民小学。1985年，被更名為澄江中心小學。

## 曾就讀的名人
- 劉半農
- 劉天華
- 劉北茂
- 朱穆之
- 季成龍